# جک بابریج
جک بابریج (انگلیسی: Jack Bobridge؛ زادهٔ ۱۳ ژوئیهٔ ۱۹۸۹) یک دوچرخه‌سوار اهل استرالیا است.
وی در مسابقات کشوری و بین‌المللی در مجموع برندهٔ ۸ مدال طلا، ۷ مدال نقره، ۲ مدال برنز شده‌است.